# 1662

## Починали
- 29 юли – Висарион Смоленски, православен светец
- 19 август – Блез Паскал, френски математик, физик и философ